# Iglesia de San Ginés (Guadalajara)
La iglesia de San Ginés es un templo católico situado en la ciudad española de Guadalajara construido en el siglo XVII. Se encuentra situada al sur del casco antiguo de la ciudad en la hoy céntrica plaza de Santo Domingo antiguamente extramuros y plaza del mercado.

## Historia

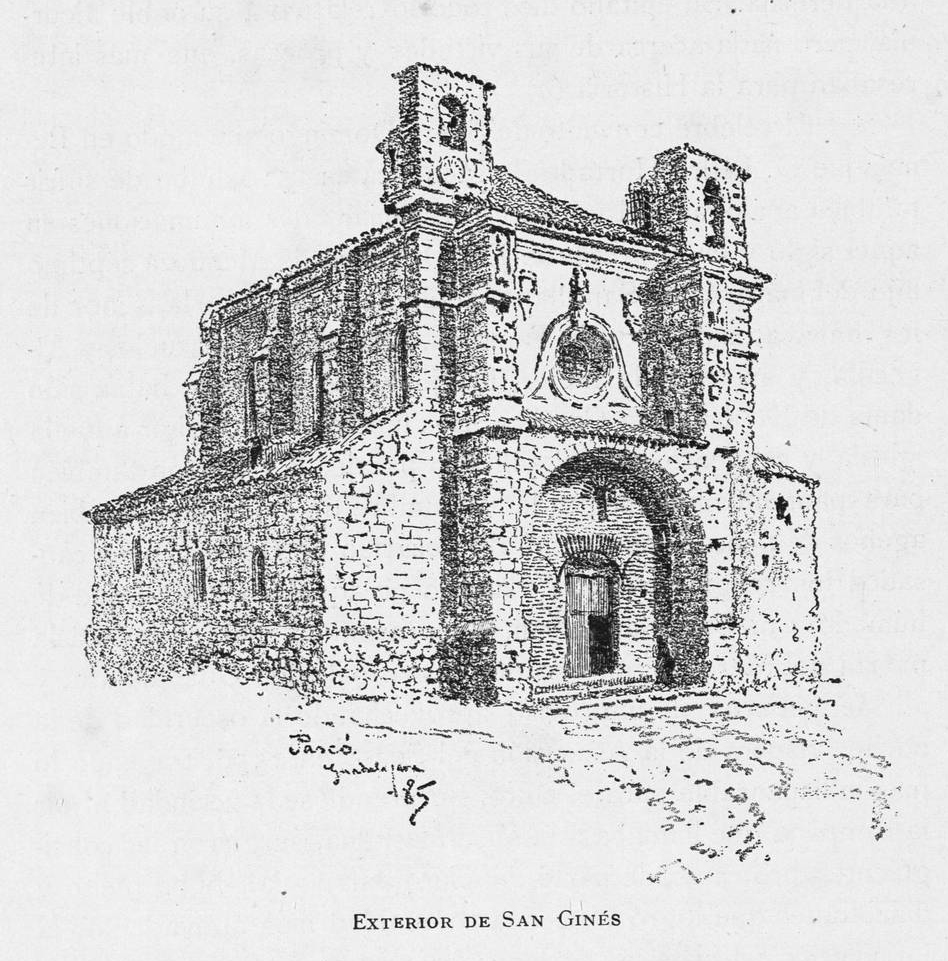
Vista de San Ginés dibujada por Josep Pascó en 1885

La antigua parroquia de San Ginés tenía su emplazamiento en lo que hoy es la plaza de Moreno, enfrente de la Diputación Provincial. Mientras que la actual fue templo del convento de Santo Domingo (ya desaparecido), institución que se había trasladado desde el vecino caserío de Benalaque en 1555. 
Su construcción comenzó en 1561 solicitándose a los miembros de la orden de los dominicos un templo de grandes dimensiones. La consecución de los planes originales no pudo llevarse a cabo y a pesar de la donación de 1000 ducados del arzobispo Bartolomé de Carranza las obras se interrumpieron en 1566. Por este motivo las dimensiones de la actual iglesia son la mitad de las inicialmente proyectadas.
El templo de San Ginés debería seguir el modelo de Santo Tomás en Ávila o de San Esteban en Salamanca, dotándose de una fachada de tipo “tapiz” o “retablo”, con dos grandes contrafuertes y espadañas en lo alto, y un gran arco para embutir la puerta de acceso.

## Descripción
En la enorme fachada de piedra se enmarca la portada entre dos grandes contrafuertes coronados por espadañas . Sobre el rosetón central figura el escudo de la orden de Santo Domingo.
Ante las dificultades para la finalización del templo, el hastial se decoró pobremente con grutescos en la rosca e intradós del arco, en el remate de los contrafuertes y en torno a la ventana del coro. El templo, en su interior, se acabó con una disminuida capilla mayor trapezoidal, una sola nave con bóveda de cañón y capillas laterales con lunetos y, en el crucero, con adorno de yeserías manieristas. 
En el interior pueden contemplarse cuatro ejemplos excelentes de escultura funeraria: a los lados del presbiterio, las estatuas orantes de los fundadores del convento, Pedro Hurtado de Mendoza, séptimo hijo del marqués de Santillana, y de su mujer Juana de Valencia traídos desde el abandonado convento de Benalaque; en las capillas del crucero los sepulcros de los primeros condes de Tendilla, Iñigo López de Mendoza y Elvira de Quiñones, del siglo XV, trasladados aquí en el siglo XIX, desde el desaparecido monasterio jerónimo de Santa Ana, en Tendilla.
La iglesia aparece descrita en el octavo volumen del Diccionario geográfico-estadístico-histórico de España y sus posesiones de Ultramar de Pascual Madoz de la siguiente manera:

San Jinés, parr. servida por un cura, cuya plaza es de segundo ascenso, un beneficiado de real provision y un sacristan organista; se halla establecida en la que fué igl. del conv. de Dominicos, suprimido en 1835: comprende su felig. la mayor parte del vecindario que hay fuera de los antiguos muros; el edificio de mas solidez que gusto, fué construido á espensas del arzobispo de Toledo Fr. Bartolomé de Carranza: consta de una sola nave con dos capillas útiles y algunas otras inservibles, no es lo que promete su fábrica, porque habiendo sido acusado el susodicho prelado y formádosele causa por la Inquisicion, no pudo terminar la obra según su plan; asi es que la elevacion del edificio no corresponde á su longitud, resultando de aquí una enorme deformidad: entre los 9 altares que hay en este templo, únicamente llama la atencion por su conocido mérito artístico, una imagen de San Pedro Alcántara y los sepulcros de D. Pedro Hurtado de Mendoza y su mujer Doña Juana de Valencia, construido de mármol blanco, con todo el buen gusto del renacimiento puro de las artes.
(Madoz, 1847, p. 632)